# Ion Agârbiceanu

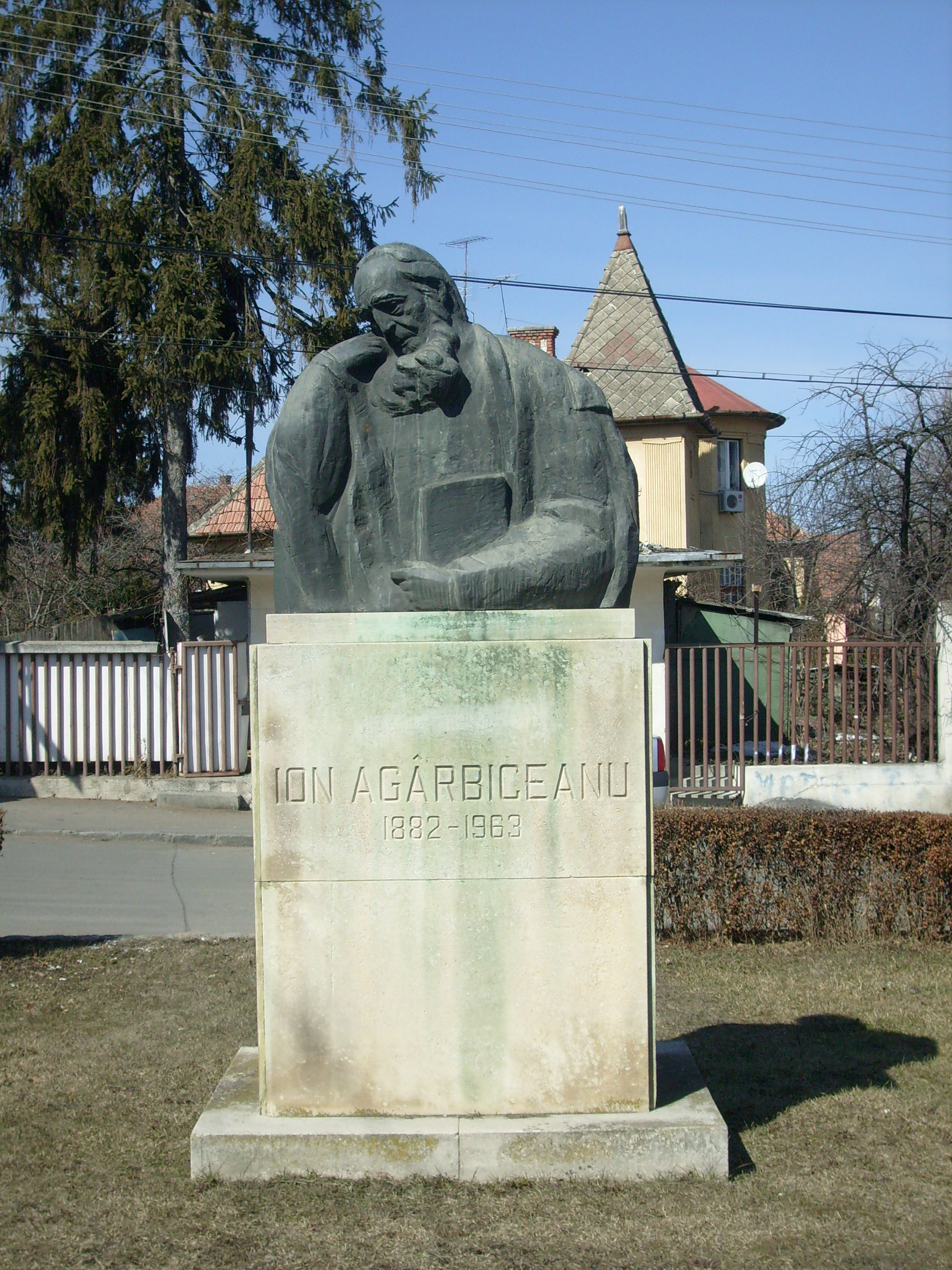
Statue de Ion Agârbiceanu à Cluj.

Ion Agârbiceanu, né le 12 septembre 1882 à Szászcsanád en Autriche-Hongrie (aujourd'hui Cenade, județ d'Alba, Roumanie) et mort le 28 mai 1963 à Cluj, est un prêtre grec-catholique, écrivain, journaliste, homme politique et théologien roumain, militant pour le rattachement de la Transylvanie austro-hongroise à la Roumanie.

## Biographie
Il est le fils de Nicolae Agârbiceanu et d'Ana née Olariu.
En 1905, il commence à éditer la revue Luceafărul (en).
Après la Seconde Guerre mondiale, il s'opposa au régime communiste, qui mit hors-la-loi son église et interdit nombre de ses œuvres.[réf. nécessaire].
Il est élu comme membre titulaire de l'Académie roumaine, en 1955.

### Famille
Son fils aîné, Ion I. Agârbiceanu (1907-1971), a été un physicien spécialiste en physique atomique et spectroscopie, le créateur du premier laser au gaz (hélium-néon) de Roumanie, entre 1960 et 1961.
Le fils cadet, Niculae Agârbiceanu (1908 - 1991), a été un sculpteur établi en France.

## Œuvres
- Două iubiri [Deux amours], Vălenii de Munte, 1909
- În întuneric [Dans le noir] , Bucarest, 1910
- Arhanghelii [ Les Archanges ], roman de la vie des Roumains de Transylvanie, Sibiu, 1914 (paru en feuilleton, en 1913 dans la revue Luceafărul [ Hypérion ])
- Luncuşoara în Păresemi [La petite prairie de Păresemi] , Bucarest, 1920
- Popa Man, povestire după o legendă[2] [Le Pope Man, histoire d'après une légende], Bucarest, 1920
- Ceasuri de seară [Des moments, en soirée], Bucarest, 1921
- Trăsurica verde [La petite voiture à cheval verte], Bucarest, 1921
- Chipuri de ceară [Visages de cire], Bucarest, 1921
- Spaima [La crainte], Craiova, 1922
- Dezamăgire [Déception], Bucarest, 1924
- Legea trupului, povestea unei vieţi [La loi du corps, histoire d'une vie], Bucarest, 1926
- Legea minţii, povestea altei vieţi [La loi de l'esprit, histoire d'une autre vie], Bucarest, 1927
- Stana [Le Rocher], Cluj, 1929
- Biruinţa [La Victoire], Bucarest, 1930
- Dolor. Zbuciumul lui Ilarie Bogdan [Dolor, le tourment d'Ilarie Bogdan], Craiova, 1930
- Răbojul lui Sfântu Petru [L'ardoise de Saint Pierre], Bucarest, 1934
- Sectarii [Les Sectaires], Bucarest, 1938
- Licean...odinioară [Lycéen... jadis], Bucarest, 1939
- Amintirile [Les Souvenirs], Bucarest, 1940
- Jandarmul. O mare dramă în Maramureş [Le Gendarme, grand drame dans le Maramureş], Bucarest, 1941
- Domnişoara Ana [Mademoiselle Ana], Bucarest, 1942
- În pragul vieţii [Au seuil de la vie], Bucarest, 1942
- Vremuri şi oameni. Lumea nouă [Des temps et des gens. Le nouveau monde], Bucarest, 1943
- Vâltoarea [Le Tourbillon], Sibiu, 1944
- Din copilărie. Chipuri şi povestiri [De l'enfance ; portraits et histoires], Bucarest, 1956
- Din munţi şi din câmpii [Des montagnes et des champs], Bucarest, 1957
- File din cartea naturii [Pages du livre de la nature], Bucarest, 1959
- Faraonii [Les Pharaons] , Bucarest, 1961
- Strigoiul[3], Bucarest, 1968 (posthume)
- Din pragul marei treceri [Depuis le seuil du grand silence], Cluj, 1978 (posthume)
- Faţa de lumină a creştinismului [Le Visage lumineux du christianisme], Cluj-Napoca, Eikon, 2006.
- Intâiul Drum [Le Premier chemin]